# 奥舍斯莱本
博德河畔奥舍斯莱本（德語：Oschersleben (Bode)），通称奥舍斯莱本（德語：Oschersleben，發音：[ˈɔʃɐsˌleːbn̩] ⓘ），是德国萨克森-安哈尔特州伯尔德县的城市，面积59.68平方千米，2023年12月31日人口为19,885人。